# The Beast in the East
The Beast in the East was een professioneel worstel-internet pay-per-view (iPPV) en WWE Network evenement dat georganiseerd werd door WWE. Het evenement vond plaats op 4 juli 2015 in het Ryōgoku Kokugikan in Sumida, Tokio, Japan. Het evenement werd live internationaal uitgezonden op de WWE Network en op J Sports in Japan. Tot op heden is dit de eerste keer in de geschiedenis van WWE dat een evenement live werd uitgezonden vanuit Japan.

## Matches
| Nr. | Match                                                                         | Winnaar(s)                | Opmerkingen                                          | Bron  |
| --- | ----------------------------------------------------------------------------- | ------------------------- | ---------------------------------------------------- | ----- |
| 1D  | Cesaro vs. Diego                                                              | Cesaro                    | Eén-op-één dark match. Cesaro won door submission.   | [ 2 ] |
| 2D  | The Lucha Dragons (Kalisto & Sin Cara) vs. The New Day (Big E & Xavier Woods) | The Lucha Dragons         | Tag team dark match.                                 | [ 2 ] |
| 3   | Chris Jericho vs. Neville                                                     | Chris Jericho             | Eén-op-één match. Jericho won door submission.       | [ 3 ] |
| 4   | Nikki Bella (c) vs. Tamina vs. Paige                                          | Nikki Bella               | Triple Threat match voor het WWE Divas Championship. | [ 3 ] |
| 5   | Brock Lesnar vs. Kofi Kingston                                                | Brock Lesnar              | Eén-op-één match.                                    | [ 3 ] |
| 6   | Finn Bálor vs. Kevin Owens (c)                                                | Finn Bálor (nc)           | Eén-op-één match voor het NXT Championship.          | [ 3 ] |
| 7   | Dolph Ziggler & John Cena vs. Kane & King Barrett                             | Dolph Ziggler & John Cena | Tag Team match.                                      | [ 3 ] |